# Lijst van gemeentelijke monumenten in Utrecht (stad)
In de stad Utrecht zijn 2.422 panden/objecten als gemeentelijk monument beschreven in  1.742 regels (monumentnummers).. Daarmee staat het na de gemeente Maastricht op de tweede plek in Nederland.
De grootste concentratie monumenten bevindt zich in de wijk Binnenstad van Utrecht, en dan met name de oude binnenstad, ofwel het gebied binnen de Stadsbuitengracht. Zie hieronder een overzicht per wijk.

## Binnenstad
De wijk Binnenstad kent 964 panden/objecten die als gemeentelijk monument zijn geschreven in 671 regels (monumentnummers), waarvan 886 panden/objecten (618 monumentnummers) in de oude binnenstad: het gebied binnen de Stadsbuitengracht dat uit acht buurten bestaat. De wijk Binnenstad omvat daarnaast ook nog drie buurten die zijn gelegen búiten de Stadsbuitengracht: Hooch Boulandt, Bleekstraat en omgeving en Hoog Catherijne, NS, Jaarbeurs. Zie voor een compleet overzicht, opgesplitst naar buurt, de Lijst van gemeentelijke monumenten in Utrecht (stad)/Binnenstad.

## Leidsche Rijn
De wijk Leidsche Rijn kent 22 gemeentelijke monumenten beschreven in 20 regels (monumentnummers). Zie de Lijst van gemeentelijke monumenten in Leidsche Rijn.

## Noordoost
De wijk Noordoost kent 280 gemeentelijke monumenten beschreven in 238 regels (monumentnummers). Zie de 
Lijst van gemeentelijke monumenten in Utrecht-Noordoost.

## Noordwest
De wijk Noordwest kent 76 gemeentelijke monumenten beschreven in 53 regels (monumentnummers). Zie de Lijst van gemeentelijke monumenten in Utrecht-Noordwest voor een overzicht.

## Oost
De wijk Oost kent 641 gemeentelijke monumenten beschreven in 429 regels (monumentnummers). Zie de 
Lijst van gemeentelijke monumenten in Utrecht-Oost.
Er is een afzonderlijke lijst van gemeentelijke monumenten aan de Abstederdijk (46 stuks).

De appartementencomplexen aan respectievelijk de Antoniushof, en aan de Hobbemastraat/Jan van Scorelstraat/Paulus Potterstraat bevatten meerdere adressen onder slechts respectievelijk één en twee monumentnummers. Zie voor een uitsplitsing van die huisadressen:
- Lijst van gemeentelijke monumenten in Utrecht-Oost (Antoniushof)
- Lijst van gemeentelijke monumenten in Utrecht-Oost (Jan van Scorelstraat)

## Overvecht
De wijk Overvecht kent 31 gemeentelijke monumenten beschreven in 30 regels (monumentnummers). Zie de Lijst van gemeentelijke monumenten in Overvecht voor een overzicht.

## Vleuten-De Meern
De wijk Vleuten-De Meern kent 52 gemeentelijke monumenten beschreven in 45 regels (monumentnummers). Zie de Lijst van gemeentelijke monumenten in Vleuten-De Meern.

## West
De wijk West kent 173 gemeentelijke monumenten beschreven in 123 regels (monumentnummers). Zie voor een overzicht de Lijst van gemeentelijke monumenten in Utrecht-West.

## Zuid
De wijk Zuid kent 94 gemeentelijke monumenten beschreven in 93 regels (monumentnummers). Zie voor een overzicht de Lijst van gemeentelijke monumenten in Utrecht-Zuid.

## Zuidwest
De wijk Zuidwest kent 89 gemeentelijke monumenten beschreven in 40 regels (monumentnummers). Zie de Lijst van gemeentelijke monumenten in Utrecht-Zuidwest voor een overzicht.